# Küstenwald-Mazama
Der Küstenwald-Mazama (Mazama jucunda, teilweise auch Mazama bororo) ist eine Art der Hirsche, die im südöstlichen Brasilien in einem kleinen, im Südosten von São Paulo und Nordosten von Paraná gelegenen Gebiet vorkommt. Er bewohnt dort die Atlantischen Küstenwälder, über seine Lebensweise liegen aber nur wenige Daten vor. Die Tiere zeichnen sich durch eine rötliche Fellfärbung und charakteristische weiße Flecken sowie durch die für Spießhirsche typischen kurzen Hörner aus. Ursprünglich wurden die rötlichen Spießhirsche des südöstlichen Brasiliens dem Großmazama zugeordnet. Deutliche genetische Unterschiede zu diesem führten im Jahr 1996 zur Erstbeschreibung des Küstenwald-Mazamas unter der wissenschaftlichen Bezeichnung Mazama bororo. Allerdings wurde Anfang der 2020er Jahre festgestellt, dass eine bereits 1913 als Mazama jucunda benannte Form genetisch identisch mit dem Küstenwald-Mazama ist, weswegen letzterer Name als der heute korrekte gilt. Der Bestand wird als gefährdet eingestuft.

## Merkmale

### Habitus
Der Küstenwald-Mazama erreicht eine Kopfrumpflänge von etwa 85 cm, hat eine Schulterhöhe von 50 bis 60 cm, einen 11 bis 14 cm langen Schwanz und erreicht ein Gewicht von ca. 25 kg und ist damit eine mittelgroße Spießhirschart. Wie die anderen Arten der Spießhirsche weist der Küstenwald-Mazama ein gegenüber dem vorderen Körper niedrigeres Hinterteil auf, die Geweihe sind klein. Es handelt sich dabei um Anpassungen an ein Leben in dichten Wäldern. Äußerlich ähnelt der Küstenwald-Mazama dem Großmazama (Mazama americana), ist aber deutlich kleiner. Das Fell besitzt eine rötlichbraune Farbgebung, die homogener ausfällt als beim Großmazama. Kopf und Hals sind grau. An Kinn, Kehle, Bauch und an den Basen der Ohren treten weißliche Flecken auf. Vor allem letzteres Merkmal ist deutlicher halbmondförmig gestaltet als beim Großmazama. Die schwärzlichen Hinterbeinmarkierungen des Großmazama finden sich beim Küstenwald-Mazama nur am unteren Drittel des Mittelfußes und beschränken sich auf eine schmale Linie.

### Genetische Merkmale
Cytogenetisch unterscheidet sich der Küstenwald-Mazama deutlich vom Groß- und vom Kleinmazama (Mazama nana). Der Karyotyp setzt sich beim Küstenwald-Mazama aus einem diploiden Chromosomensatz mit 2n = 32–34 (FN = 46) zusammen, beim Kleinmazama aus 2n = 36–38 (FN = 56, 59, 60). Der Großmazama weist hingegen einen Chromosomensatz von 2n = 45 (FN = 51) auf. Frühere Angaben bei diesem von 2n = 50–53 (FN = 54, 56, 57) bezogen sich höchstwahrscheinlich auf den Paraguay-Großmazama (Mazama rufa), da die Werte an Tieren aus Paraná gewonnen wurden. Auch treten einzelne Abweichungen in der DNA-Struktur auf.

## Verbreitung und Lebensraum

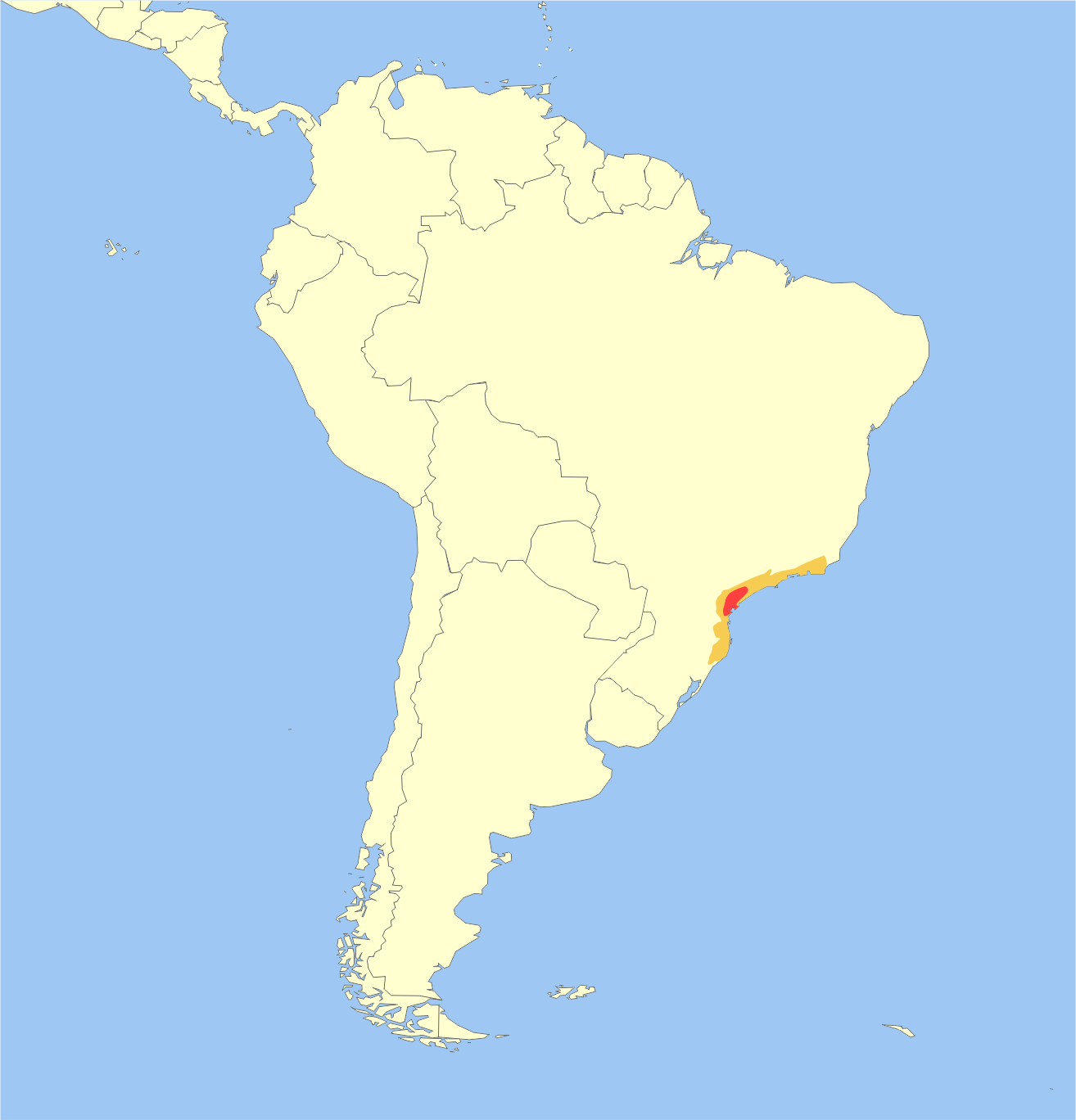
Verbreitungsgebiet des Küstenwald-Mazama

Der Küstenwald-Mazama lebt in einem kleinen Rest des Atlantischen Regenwalds in der Serra do Mar. Erstmals als wildlebende Population Anfang der 2000er Jahre beobachtet, erstreckt sich das heute bekannte Vorkommen zwischen dem 23. und 28. südlichen sowie dem 47. und 49. westlichen Breitengrad. Die bisher bekannten Fundpunkte verteilen sich auf einer Fläche von gut 37.500 km², womit das Verbreitungsgebiet des Küstenwald-Mazama zu dem kleinsten eines neotropischen Hirschs gehört. Die Höhenverbreitung reicht vom Meeresspiegelniveau bis in Lagen von rund 1200 m. Die Region weist ein feuchtes subtropisches Klima auf. Die Landschaft besteht aus Wäldern mit hohem Kronendach und mehreren Baumschichten sowie einer epiphytenreichen Vegetation. Die Populationsdichte ist sehr gering. In geschützten Gebieten beträgt sie möglicherweise 1,5 Individuen je Quadratkilometer, außerhalb geht sie auf etwa ein Drittel zurück.

## Lebensweise
Die Lebensweise des Küstenwald-Mazama ist weitgehend unerforscht. Die Tiere sind einzelgängerisch und dämmerungs- und nachtaktiv, die meisten Nachweise erfolgten bisher zwischen 18:00 und 22:00 Uhr. Möglicherweise zeigt der Küstenwald-Mazama ein jahreszeitlich abhängiges Verhaltensmuster, da bisher mehr Tiere während der Regen- als in der Trockenzeit beobachtet wurden. Die von den Weibchen genutzten Gebiete sind 11,5 bis 48,5 ha groß. Innerhalb dieser Territorien bewegen sich die einzelnen Individuen auf Pfaden und Wegen fort. Diese queren häufig kleinere Bäche, was eventuell als Schutz vor Beutegreifern dient. Die Art ernährt sich vor allem von weicher Pflanzenkost wie Blättern, Sprossen und Früchten. Eine fotografische Dokumentation wies einzelne Tiere unter anderem an Pflanzenständen von Feigen und verschiedenen Myrtengewächsen wie Guaven und Campomanesia nach. Zwei Mageninhalte erbrachten des Weiteren Früchte der Jussarapalme und einige nicht identifizierbare Fruchtreste. Wahrscheinlich pflanzt sich der Küstenwald-Mazama das ganze Jahr über fort. Die meisten Geburten finden jedoch am Ende der Regenzeit im August und September statt.

## Systematik
Der Küstenwald-Mazama ist eine Art aus der Gattung der Spießhirsche (Mazama) und der Familie der Hirsche (Cervidae). Die Gattung Mazama umfasst knapp ein Dutzend Arten, die allesamt in Mittel- und Südamerika verbreitet sind. Sie wird innerhalb der Hirsche zur Unterfamilie der Trughirsche (Capreolinae) und hierin wiederum zur Tribus der Eigentlichen Trughirsche (Odocoileini) gezählt, letztere schließen die neotropischen Hirsche ein. Die Systematik der neotropischen Hirsche ist komplex und momentan problematisch. Das betrifft zum größeren Teil auch die Spießhirsche. Molekulargenetischen Untersuchungen zufolge ist die Gattung Mazama paraphyletisch und verteilt sich auf zwei unterschiedliche Kladen: einerseits stehen die zumeist rötlich getönten Arten den Amerikahirschen (Odocoileus) nahe und gehören zur Untertribus der Odocoileina, andererseits gruppieren sich die überwiegend grau gefärbten Vertreter mit den Andenhirschen (Hippocamelus), dem Sumpfhirsch (Blastocerus) sowie dem Pampashirsch (Ozotoceros) und formen gemeinsam die Untertribus der Blastocerotina. Der Küstenwald-Mazama ist dabei Teil der Odocoileina, in der auch die Nominatform der Gattung Mazama, der Großmazama (Mazama americana), sowie der Kleinmazama (Mazama nana), der Yucatán-Mazama (Mazama pandora) und der Mexiko-Großmazama (Mazama temama) eingeordnet werden. In enger Beziehung zu diesen finden sich auch der Nördliche Zwergmazama (Mazama bricenii) und der Rote Kleinmazama (Mazma rufina), die artliche Eigenständigkeit von ersteren ist allerdings anzuzweifeln. Der Großmazama wiederum erwies sich als sehr variantenreich und bildet vermutlich keine geschlossene Gruppe, sondern ist eher als Artkomplex aufzufassen. Laut den genetischen Daten formt der Küstenwald-Mazama eine engere Verwandtschaftsgruppe mit einem Teil des Großmazama und mit dem Kleinmazama, wobei letzterer als nächster Angehöriger angesehen werden kann. Beide Arten trennten sich erst im Unteren Pleistozän vor rund einer Million Jahren voneinander.
Ursprünglich wurden die Spießhirsche der Atlantischen Küstenwälder dem Großmazama zugewiesen. Im Jahr 1992 stellte José Maurício Barbanti Duarte Abweichungen im Aufbau des Chromosomensatzes fest und schlug vor, die Tiere der Atlantischen Küstenwälder als eigenständige Art anzusehen. Durchgeführt wurden die Untersuchungen an einem männlichen Individuum aus dem städtischen Zoo von Sorocaba südlich von São Paulo. Vier Jahre später veröffentlichte Duarte einen Leitfaden zur Identifizierung der brasilianischen Hirsche und wies darin die neue Art Mazama bororo aus. Im gleichen Jahr analysierte er im Rahmen seiner Promotionsarbeit drei weitere Individuen, die aus der geographischen Nähe des ersten untersuchten Tiers stammten und die die gleichen chromosomalen Eigenschaften wie dieses aufwiesen. Die Aufstellung der neuen Art war anfänglich von einer Kontroverse begleitet, da einige Forscher mit Ausnahme der Größenunterschiede keine signifikanten Unterschiede zum Großmazama erkannten. Erst im Jahr 2003 legte Duarte eine umfangreichere morphologische und cytogenetische Beschreibung des Küstenwald-Mazama vor, was zur vollständigen Anerkennung der Art führte.
Allerdings hatte bereits im Jahr 1913 Oldfield Thomas anhand eines nicht ausgewachsenen weiblichen Individuums aus Serra do Mar im südbrasilianischen Bundesstaat Paraná die Form Mazama americana jucunda wissenschaftlich eingeführt. In der Regel wurde diese als Unterart des Großmazamas eingestuft, zwischenzeitlich galt sie auch als solche des Paraguay-Großmazamas (Mazama rufa). Colin P. Groves und Peter Grubb spalteten im Jahr 2011 im Zuge ihrer Revision der Huftiere den Großmazama-Artkomplex auf, wodurch sie Mazama jucunda als eigenständig anerkannten. Analysen Anfang der 2020er Jahre erbrachten jedoch, dass das Holotyp-Exemplar von Mazama jucunda genetisch dem Küstenwald-Mazamas zuzuordnen ist. Aus Sicht der zoologischen Nomenklatur ist somit Mazama bororo nur als Synonym von Mazama jucunda aufzufassen.

## Gefährdung
Der Küstenwald-Mazama ist durch Habitatsverlust und Fragmentierung der Lebensräume durch Umwandlung in landwirtschaftliche Nutzflächen bedroht. Hinzu kommen die illegale Jagd beziehungsweise die Erbeutung durch frei laufende oder verwilderte Hunde. Eine weitere Gefahr für die Art stellt die mögliche Hybridisierung mit dem Großmazama (Mazama americana) dar. Die IUCN stuft die Art daher in die Kategorie „gefährdet“ (vulnerable) ein. Die Gesamtpopulation der Tiere wird heute auf 4500 bis 8500 Exemplare geschätzt.